# Drömmarnas värld (musikalbum)
Drömmarnas värld är den svenska rockgruppen Norrbottens Järns debutalbum  från 1975.

Albumet spelades in i MNW:s studio i Vaxholm under januari 1975. "Samma vindar, samma dofter" spelades in med MNW-mobile på Bullerbyn. Skivnumret är Manifest MAN 003.

## Låtlista

### Sida A
1. Drömmarnas värld (musik: Ström/text: Ström, 5:06)
2. Modefank (Ström/Sjöö, 3:42)
3. Konserverad gröt (Ström, med "litet lån" från Ulf Peder Olrog, 4:14)
4. Sune Violent and the Glassbreakers (Ström/Sjöö, 1:38)
5. Den ökände soldaten (Ström, 2:17)
6. Puttes barn (Sundberg, 5:04)

### Sida B
1. Jag och du (Ström, 5:55)
2. Samma vindar, samma dofter (Ström, 4:62 [sic])
3. Flugornas hage (Sundberg, 3:31)
4. Balladen om några av våra vanligaste myter (text: Ström, musik: Norrbottens Järn, 3:48)
5. Prinsen och prinsessan (text: Ström, musik: Ström/Sundberg, 3:50)
6. Diskoplast och hippievadd (Hans Mattsson, 2:43)

## Medverkande
- Ulf "Flu" Jonsson – bas, dragspel, kör
- Hasse Lindström – trummor
- Maria Rosén – sång, fagott
- Ted Ström – sång, piano, gitarr
- Bo Sundberg – gitarrer, bas, kör
- Bosse Linné – fiol på "Samma vindar, samma dofter"